# Simhopp vid olympiska sommarspelen 1980
De olympiska tävlingarna i simhopp 1980 avgjordes mellan den 20 och 28 juli i Moskva. Totalt deltog 67 tävlande, 34 män och 33 kvinnor, från 21 länder i tävlingarna.

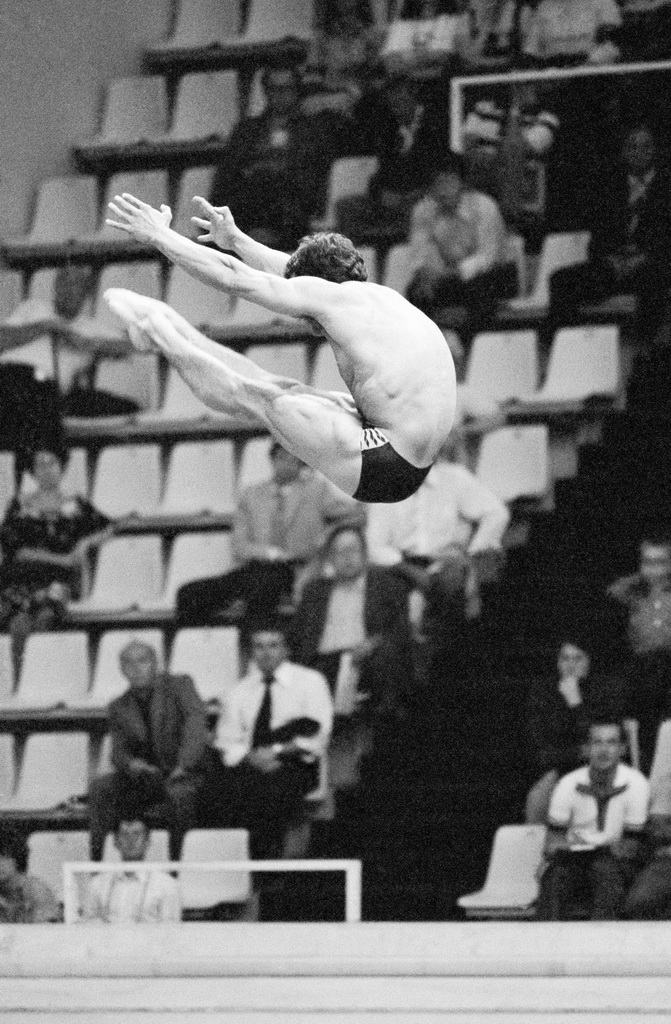
Carlos Girón, silvermedaljören i herrarnas svikt.

## Medaljfördelning
| Gren                            | Guld                            | Silver                          | Brons                             |
| Damernas svikt Detaljer...      | Sovjetunionen Irina Kalinina    | Östtyskland Martina Proeber     | Östtyskland Karin Guthke          |
| Damernas höga hopp Detaljer...  | Östtyskland Martina Jäschke     | Sovjetunionen Silva Emirzian    | Sovjetunionen Liana Tsotadze      |
| Herrarnas svikt Detaljer...     | Sovjetunionen Aleksandr Portnov | Mexiko Carlos Girón             | Italien Giorgio Cagnotto          |
| Herrarnas höga hopp Detaljer... | Östtyskland Falk Hoffmann       | Sovjetunionen Uladzimir Alejnik | Sovjetunionen Davit Hambardzumjan |

## Medaljtabell
| Pl. | Nation        | Guld | Silver | Brons | Totalt |
| --- | ------------- | ---- | ------ | ----- | ------ |
| 1   | Sovjetunionen | 2    | 2      | 2     | 6      |
| 2   | Östtyskland   | 2    | 1      | 1     | 4      |
| 3   | Mexiko        | 0    | 1      | 0     | 1      |
| 4   | Italien       | 0    | 0      | 1     | 1      |

## Deltagande nationer
| - Australien (4) - Österrike (2) - Brasilien (1) - Bulgarien (2) - Kuba (2) - Tjeckoslovakien (2) - Danmark (1) | - Dominikanska republiken (2) - Östtyskland (9) - Frankrike (1) - Storbritannien (6) - Ungern (2) - Italien (1) - Kuwait (1) | - Mexiko (6) - Polen (2) - Rumänien (3) - Sovjetunionen (12) - Spanien (3) - Sverige (2) - Zimbabwe (3) |